# Líza má jedničku
Líza má jedničku (v anglickém originále Lisa Gets an 'A') je 7. díl 10. řady (celkem 210.) amerického animovaného seriálu Simpsonovi. Scénář napsal Ian Maxtone-Graham a díl režíroval Bob Anderson. V USA měl premiéru dne 22. listopadu 1998 na stanici Fox Broadcasting Company a v Česku byl poprvé vysílán 28. listopadu 2000 na stanici ČT1.

## Děj
Po dlouhém dopoledni v kostele se Simpsonovi vydají do obchodu s potravinami Eatie Gourmet's, aby místo nedělního oběda využili reklamních stánků s jídlem zdarma. Bart navrhuje, aby se rodina stala katolíky, aby si mohli dát oplatky, což Marge zamítne. V obchodě si chce Homer koupit humra, ale protože ti větší za 8 dolarů za libru jsou příliš drazí, rozhodne se koupit malého humra a vykrmit ho, aby ho mohl posléze sníst. Homer se také snaží hledat normální příchutě zmrzliny mezi neobvykle pojmenovanými příchutěmi v továrně Ken & Harry's, a tak strčí Lízu do mrazáku, aby vzadu nějakou příchuť našla, což způsobí, že se Líza nachladí. 
Ačkoli se to Líze nelíbí, Marge chce, aby Líza zůstala několik následujících dní místo školy doma, aby se z nachlazení zotavila. Líza s výsměchem hraje jednu z Bartových videoher, aby si ukrátila čas, ale brzy se na ní stane závislou a následně ignoruje domácí úkol o knize Vítr vane vrbami, který jí předá Ralph Wiggum. Dokonce předstírá, že je stále nemocná, aby mohla pokračovat v hraní hry. Když ji Marge konečně donutí vrátit se do školy, Líza si uvědomí, že na test z knihy není připravená, protože ji nečetla. V panice požádá Barta o pomoc a ten ji přivede k Nelsonovi, od něhož dostane odpovědi k testu. Slečna Hooverová testy během oběda oznámkuje a Líza dostane výjimečně dobrou známku A+++. Mezitím se Homer spřátelí se svým humrem a pojmenuje ho Pinchy. Když přijde čas Pinchyho uvařit, Homer se k tomu nemůže odhodlat a místo toho ho prohlásí za člena rodiny. 
Rodina je na Lízin „úspěch“ nesmírně pyšná, i když ji trápí výčitky svědomí, že podváděla. Druhý den ve škole ředitel Skinner Líze oznámí, že díky její známce z testu dosáhl průměr Springfieldské základní školy minimálního státního standardu a že nyní mají nárok na základní příspěvek. Líza přizná, že při testu podváděla, ale Skinner a inspektor Chalmers ji přesvědčí, aby to tajila a škola si mohla peníze ponechat. Během prezentace Líza říká, že chápe, jak nutně škola potřebuje peníze z grantu na základní pomoc, ale zároveň říká, že pravda je důležitější, a přiznává, že podváděla. Po jejím odchodu ze sálu však vyjde najevo, že Skinner, Chalmers a Bart Lízu oklamali tím, že před skutečnou prezentací zinscenovali falešnou prezentaci, protože „kontrolorem“ byl Otto Mann v gumovém převleku. Když přijde skutečný kontrolor, Bart mu odpovídá kýváním pomocí loutky Lízy, a tak pomůže škole, aby si peníze ponechala. Mezitím Homer zjistí, že omylem uvařil Pinchyho, když mu dával horkou koupel. Později v noci rozrušený Homer Pinchyho sní a zjistí, že je vynikající.

## Produkce
Scénář k dílu napsal Ian Maxtone-Graham a režíroval Bob Anderson. Ačkoli je autorem epizody Maxtone-Graham, ani jednu ze zápletek nevymyslel. Hlavní zápletku s Lízou navrhl jeho kolega Ron Hauge a vedlejší zápletku s humrem vymyslel bývalý scenárista Richard Appel. Podle Maxtone-Grahama bylo pro scenáristy obtížné „rozjet vedlejší zápletku“ a trvalo dlouho, než vymysleli třetí dějství. Scenáristé debatovali o tom, jaké jméno dá Homer svému humrovi. Hauge navrhoval, aby se jmenoval Shelly, nakonec se však dohodli na jménu Pinchy. Hauge také navrhl název obchodu s potravinami Eatie Gourmet's. Scenáristům trvalo dlouho, než vymysleli závěr hlavní dějové linie epizody. Nakonec se rozhodli pro konec, který parodoval filmový nápad z roku 1973 Podraz.
Ve skutečnosti mají humři černou barvu a až po uvaření zčervenají. V epizodě Líza má jedničku je však Pinchy po celou dobu červený. Podle Haugeho bylo také obtížné animovat videohru Dash Dingo, protože animátoři museli „zařídit, aby nebyla ve stylu Simpsonových“. Aby dosáhli požadovaného efektu, rozhodli se animátoři videohru pixelovat. V epizodě se podruhé objevuje Gavin, který se poprvé objevil v dílu 7. série Nemáš se čím chlubit, Marge, a také Gavinova matka. Oběma propůjčila hlas Tress MacNeilleová. Falešného kontrolora Atkinse ztvárnil Harry Shearer, zatímco skutečného Atkinse namluvil Hank Azaria. Jméno postavy bylo založeno na jménu Jacqueline Atkinsové, asistentky scenáristy seriálu Simpsonovi. V epizodě dále vystupují Marcia Wallaceová, Pamela Haydenová, Maggie Roswellová, Russi Taylorová a Karl Wiedergott.
Díl satirizuje „pokřivené priority“, které jsou někdy spojovány se vzdělávacími zařízeními. Přestože ředitel Skinner ví, že Líza při testu podváděla, „dívá se jinam“, aby škola splnila požadavky na státní financování. V komentáři na DVD k dílu se showrunner epizody Mike Scully vyjádřil, že „na tomto příběhu je hodně pravdy. (…) Jsou určité požadavky, které škola musí splnit, aby dostala státní financování, a jsou věci, na které se raději dívají skrz prsty, pokud je to bude stát peníze. Tohle se opravdu děje.“
Když Líza zůstává doma ze školy, hraje videohru Dash Dingo. Videohra je parodií na plošinovku Crash Bandicoot z roku 1996. V jedné scéně epizody si Líza představuje, že neuspěje u zkoušky. Představuje si, že rektor Harvardovy univerzity, kterého namluvil Dan Castellaneta, z ní bude zklamaný a doporučí ji na Brownovu univerzitu, kde Otto zřejmě působil na fakultě. Scénu vymyslel Maxtone-Graham, jehož alma mater byla právě Brownova univerzita. Prohlásil, že všichni jeho přátelé z Brownu a Harvardu tento vtip „milovali“. V epizodě jsou zmíněny slečnou Hooverovou likéry Kahlua a Drambuie. Díky penězům z grantu financovaného vládou si Springfieldská základní škola může dovolit Coleco, domácí počítač z 80. let.

## Přijetí

### Vysílání a kontroverze
V původním americkém vysílání 22. listopadu 1998 získal díl podle agentury Nielsen Media Research rating 8,0, což znamená přibližně 8 milionů diváků. V týdnu od 16. do 22. listopadu 1998 se epizoda umístila na 51. místě ve sledovanosti, což bylo shodně se seriálem Sabrina – mladá čarodějnice na stanici ABC.
Po svém původním odvysílání si epizoda vysloužila kritiku ze strany americké Katolické ligy pro náboženská a občanská práva. V jedné scéně dílu jsou Simpsonovi na cestě domů z bohoslužby a Bart říká: „Já mám hlad! Mami, nedáme se ke katolíkům, abychom dostali tu oplatku?“. Na to Marge odpoví: „Ne, ke katolíkům ani náhodou, tři děti mi stačí, díky.“. V jednom z čísel měsíčníku katolické Ligy Catalyst organizace napsala: „Animovaný televizní pořad stanice Fox Simpsonovi milují miliony lidí pro jeho poutavé postavy. S politováním jsme proto byli nuceni vyjádřit nesouhlas s jeho epizodou z 22. listopadu (Líza má jedničku).“ Dodali, že William Anthony Donohue, tehdejší prezident organizace, zaslal společnosti Fox dopis, v němž se píše: „Můžete případně vysvětlit, proč byl tento dialog do pořadu zařazen?“ Thomas Chavez, manažer společnosti Fox pro vysílací standardy a postupy, odpověděl „dlouhým dopisem“, jenž byl zčásti přetisknut ve stejném čísle časopisu Catalyst.

### Kritika
Dne 7. srpna 2007 byla epizoda vydána jako součást DVD setu The Simpsons: The Complete Tenth Season. Na audiokomentáři k dílu na DVD se podíleli Matt Groening, Mike Scully, George Meyer, Ian Maxtone-Graham, Ron Hauge, Yeardley Smith a Mike B. Anderson.
Po vydání na DVD získal díl Líza má jedničku velmi pozitivní hodnocení kritiků. 
Warren Martyn a Adrian Wood, autoři knihy I Can't Believe It's a Bigger and Better Updated Unofficial Simpsons Guide, ji popsali jako „báječně určující moment v Lízině životě, který ukazuje, co se stane, když se necháte vyvést z míry“. Dále napsali: „Ještě více funguje falešný konec, který ukazuje, že všichni ve Springfieldu jsou stejně zběhlí v předvídání Líziny morálky jako diváci.“ Svou recenzi uzavřeli označením „naprosto inspirativní komedie“.
Colin Jacobson z DVD Movie Guide napsal, že ho „[velmi] potěšil způsob, jakým tato epizoda šikanuje pokřivené priority vzdělávacího zařízení“. Dodal, že „Líza se chová jako obvykle prudérně, ale tento faktor působí tak, aby seriál uspěl“. Na závěr napsal, že díl „se docela dobře napojuje na skutečné emoce a nabízí několik vtipných momentů“.
Jake McNeill z Digital Entertainment New díl označil za jednu z nejlepších epizod řady a pochválil zejména její podzápletku, kterou označil za „skvělou“.
James Plath z DVD Town napsal, že „skutečná zábava v tomto dílu vychází z Homerovy náklonnosti k humrovi, kterého si přinese domů“.